# 山口整萌
山口 整萌（やまぐち せいも、1978年9月1日 - ）は学生の頃より洋楽に目覚め、現地で音楽を直接感じたいとニューヨークに単身渡米。そこで日本人であるアイデンティティに気付き和楽の門を叩くという異色の和楽器奏者、作曲家。
2017年、528Hzの持つ可能性に感銘を受け、世界で初めてとなる528Hzに調律した尺八・篠笛を手に、528Hzアーティストとしての活動も開始する。令和元年5月よりピアニストの小瀧俊治と共に「ピアノ尺八INFINITY」としての活動を開始し、ピアノと尺八がもつ無限の可能性に挑戦している。

## 演奏スタイル
和と洋をいかにスタイリッシュに融合させるかという想いは人一倍強くこだわっており、山口が一番得意とするところである。また、曲により528Hz尺八・篠笛を自在に使いこなす。528Hz尺八は三代目河野玉水、528Hz篠笛は水落立平の協力の元、製管された。

## 略歴
学生の頃よりギターを始める。その後洋楽（特にブラックミュージック）に出会い渡米する。帰国後、民謡を二代目家元の井上整憧に師事。数年後「整萌」の名を授かる。その後、古典尺八（明暗真法流）を福本卓道に、普化明暗尺八（対山派）を明暗寺 四十二世看首 清庵玄心に師事する。
2009年
- ピアノと尺八とのデュオ「Tsukumo 月萌」を結成する。

2011年
- 「Tsukumo 月萌」解散。ソロで音楽活動を開始。
- 1st album『Tokinonakade』リリース
- 関西テレビ『music&whetherおはよう』3月期のイメージソングに楽曲、「skyhigh」・「minamo」が起用される。
- FIFA women's world cup evevt(ドイツ)・「Art Rock2011(フランス)」出演。

2012年
- 2nd album『HIKARIFURUBASHO』リリース

2013年
- 津軽三味線奏者大野敬正の2作目となるヨーロッパ発アルバム『SPARK』のレコーディングに参加。

2014年
- 自身初となる単独フランスツアーを成功させる。
  - 倭太鼓飛龍主催「WARRIOR-vol.1-」に出演

2015年
- ドイツツアーを成功させる。
- ドイツ国外最大級の日本映画祭「ニッポン・コネクション」に出演[注釈 1][1]。
- 3rdアルバム『ISHINDENSHIN-維新伝真-』をリリース。
- 第31回京都賞のレセプションに出演[注釈 2][2]。

2016年
- 単独ドイツツアーを成功させる。
- ミュンヘン（ドイツ）最大級の日本祭り「Japan fest2016」に出演。[注釈 3][3]
- ギタリスト 押尾コータローのラジオ番組『押尾コータローの押しても弾いても』(MBSラジオ）に出演。

2017年
- さだまさし主催の「風に立つライオン基金」などに出演。

2018年
- 自身のメジャーデビューアルバムである『ピアノ尺八528 マリアージュ 監修：順天堂大学医学部小林弘幸教授』をリリース。
- ＠fm『オトボトケpresents 整萌・小瀧のイケメンミュージックサプリ』に小瀧俊治と共にパーソナリティとして出演（放送期間：2018年5月〜2019年4月）。

2019年
- ピアニスト小瀧俊治と「ピアノ尺八INFINITY」を結成。
- 単独三都市ツアー(東京・名古屋・大阪)を成功させる。
- 【世界遺産】高野山･金剛峯寺【国宝】石清水八幡宮や紀三井寺などでの奉納演奏を行う。

## ディスコグラフィ
CD
- 2009年 「Tsukumo 月萌」
- 2011年 「Tokinonakade」
- 2012年 「HIKARIFURUBASHO」
- 2015年 「ISHINDENSHIN-維新伝真-」
- 2018年「ピアノ尺八528 マリアージュ 監修：順天堂大学医学部小林弘幸教授」
- 2020年「ピアノ尺八INFINITY」
- 2022年「音の記憶」

DVD
- 2014年 「篠笛フェスタ2013 笛祭」
- 2016年 「篠笛フェスタ2015 笛祭」
- 2020年「UNLOCK POTENTIAL」